# Теорема Коші про середнє значення
Теорема, що належить французькому математикові Огюстену Коші й називається узагальненою теоремою про скінченні прирости. Вона узагальнює теорему Лагранжа.

## Формулювання теореми
Якщо кожна з двох функцій {\displaystyle \!f(x)} та {\displaystyle \!g(x)} неперервна на проміжку {\displaystyle \![a,b]} та диференційовна в усіх внутрішніх точках цього проміжку і якщо, окрім того, похідна {\displaystyle \!g'(x)} відмінна від нуля скрізь у проміжку {\displaystyle \![a,b]}, то на цьому проміжку знайдеться точка {\displaystyle \!c} така, що має місце формула:
{\displaystyle {\frac {f(b)-f(a)}{g(b)-g(a)}}={\frac {f'(c)}{g'(c)}}\qquad \qquad (1)}.
Формулу (1) називають узагальненою формулою скінченних приростів, або формулою Коші.

### Доведення
Перш за все покажемо, що {\displaystyle \!g(a)\neq \;\!g(b)}. І справді, якщо б це було не так, то для функції {\displaystyle \!g(x)} на проміжку {\displaystyle \![a,b]} були б виконані умови теореми Ролля. Тоді б на проміжку {\displaystyle \![a,b]} знайшлася б точка {\displaystyle \xi \ } така, що {\displaystyle \!g'(\xi \ )=0}. Останнє суперечить умові теореми. Отже, {\displaystyle \!g(a)\neq \;\!g(b)}, і ми маємо право розглянути наступну допоміжну функцію:
{\displaystyle \!F(x)=\!f(x)-f(a)-{\frac {f(b)-f(a)}{g(b)-g(a)}}[g(x)-g(a)]\qquad \qquad (2)}
В силу умов, які накладено на функції {\displaystyle \!f(x)} та {\displaystyle \!g(x)}, функція {\displaystyle \!F(x)} неперервна на проміжку {\displaystyle \![a,b]} та  знайдеться точка {\displaystyle \!c} така, що
{\displaystyle \!F'(c)=0.\qquad \qquad (3)}
Маючи на увазі те, що
{\displaystyle \!F'(x)=\!f'(x)-{\frac {f(b)-f(a)}{g(b)-g(a)}}g'(x)},
і використовуючи рівність (3) отримаємо:
{\displaystyle \!f'(c)-{\frac {f(b)-f(a)}{g(b)-g(a)}}g'(c)=0.\qquad \qquad (4)}
Враховуючи, що {\displaystyle g'(c)\neq \;0} з рівності (4) отримуємо формулу Коші:
{\displaystyle {\frac {f(b)-f(a)}{g(b)-g(a)}}={\frac {f'(c)}{g'(c)}}}
Теорему доведено.

### Зауваження
Формула Лагранжа є частковим випадком формули Коші (1), коли {\displaystyle \!g(x)=x}.
У формулі (1) зовсім не обов'язково вважати, що {\displaystyle \!b>a}

## Прості застосування
Нехай f є неперервна функція на дійсніх числах яка визначена на випадковому інтервалі l. Якщо похідна функції f у кожної внутрішнії точки інтервалу l їснує і дорівнює нулю, f є постійна.
Доведення: візьмем на себе, що похідна функції f у кожної внутрішнії точки інтервалу l існує і дорівнює нулю. Нехай (a,b) є випадковій інтервал в l. Згідно з теоремой про середнє значення існує точка с в (a,b) така що:
{\displaystyle 0=f'(c)={\frac {f(b)-f(a)}{b-a}}}Це означає, що f(a)=f(b). Так f є постійна в кожної точки інтервалу l, навіть якщо l є нескінченний.

## Геометрична інтрепретація теореми

Геометричне значення теореми Коші

F(t) є функція ℝ→ℝ×ℝ: F(t)=(f(t),g(t), t∈[a;b]. Існує деяка дотична до цієй функції така, що вона паралельна до прямої [(f(a);g(a)), (f(b);g(b))]

## Узагальнення щодо визначнику
Якщо f(x), g(x) і h(x) є диференційовна функція на (a,b), яка їснує на [a,b], тоді визначимо
{\displaystyle D(x)=\left|{\begin{array}{ccc}f(x)&g(x)&h(x)\\f(a)&g(a)&h(a)\\f(b)&g(b)&h(b)\end{array}}\right|}
Тоді їснує таке с ∈ (a,b), що D'(c)=0.
Зауважимо, що {\displaystyle D'(x)=\left|{\begin{array}{ccc}f'(x)&g'(x)&h'(x)\\f(a)&g(a)&h(a)\\f(b)&g(b)&h(b)\end{array}}\right|}
І якщо ми замінимо h(x)=1, це буде еквівалентно звичайній теоремі.
Доведення: функції D(a) і D(b) є визначникі матриць, які мають два однакових рядка, тому D(a)=D(b)=0. Згідно з теоремою Ролля їснує таке с∈ (a,b), що D'(c)=0